# عبد الرحمن الشريف
عبد الرحمن الشريف (مواليد 25 نوفمبر 1994) هو لاعب كرة قدم سعودي يلعب حاليًا في نادي الشعلة.

## مسيرة اللاعب
لعب في الفئات السنية في نادي الوحدة ولعب بعدها مع نادي جدة ونادي الجبيل والنادي العربي ونادي البكيرية ونادي الخلود ونادي النجمة ونادي الشعلة.